# En forelskelse
En Forelskelse (em português A Descoberta) é um curta-metragem dinamarquês lançado em 2008, produzido pela Nordisk Film com o apoio da New Danish Screen. É escrito e dirigido por Christian Tafdrup, que é mais conhecido como ator.

## Sinopse
Um garoto de 16 anos chamado Carsten (Allan Hyde) começou a namorar Melissa (Julie Grundtvig Wester). Quando apresentado aos pais dela, ele é gentilmente acolhido pela família. Em um fim de semana, numa casa de verão, verifica-se que Carsten e o pai de Melissa, Stig (Lars Brygmann), podem ter uma relação mais em comum do que pensavam.

## Elenco
- Allan Hyde, como Carsten
- Julie Grundtvig Wester, como Melissa
- Lars Brygmann, como Stig
- Ellen Hillingsø, como Birgitte[2]

## Prêmios
- 2009 - Robert Award - para melhor Curta-metragem - (Venceu)[3]